# Andesietlijn
De andesietlijn is het meest zichtbare geologische element van het Pacifisch Bekken. De lijn vormt de scheiding tussen de mafisch-basaltisch vulkanische gesteenten van het Centraal Pacifisch Bekken en de deels verzonken continentale zones die aan de randen opgebouwd zijn uit meer felsisch-andesitisch vulkanisch gesteente. De andesietlijn ligt parallel aan de subductiezones en diepe oceanische troggen rond het Pacifisch bekken. Het is het aan het aardoppervlak zichtbare resultaat van het smelten binnen en boven de onderduikende slab. De andesietlijn volgt de westelijke rand van de eilanden bij Californië en loopt langs het zuiden van de Aleoetenboog, langs de oostelijke rand van het schiereiland Kamtsjatka, de Koerilen, Japan, de Marianen, de Salomonseilanden en het Noordereiland van Nieuw-Zeeland. De lijn zet zich vervolgens voort naar het noordoosten langs de westelijke rand van de Andes van Zuid-Amerika tot Mexico en keert dan terug bij de eilanden bij Californië. Buiten de andesietlijn liggen Indonesië, de Filipijnen, Japan, Nieuw-Guinea en Nieuw-Zeeland.
Binnen de gesloten ring van de andesietlijn ligt het grootste deel van de diepe troggen, verzonken vulkanische gebergten en oceanische eilanden van het Pacifisch Bekken. In dit gebied stromen de basaltische lavastromen langzaam uit de ruggen om enorme koepelvormige vulkanische bergen te vormen wiens geërodeerde toppen eilandbogen, -ketens en -clusters vormen. Aan buitenzijde van de andesietlijn is het vulkanisme meer van het explosieve type. De Ring van Vuur loopt parallel aan de lijn en is de belangrijkste gordel van explosief vulkanisme ter wereld.
De benaming andesietlijn stamt uit de tijd voordat men de theorie van de platentektoniek had ontdekt. De benaming werd in 1912 bedacht door de Nieuw-Zeelandse geoloog Patrick Marshall om de onderscheidbare structurele en vulkanologische grens te beschrijven die zich uitstrekt van de oostzijde van Nieuw-Zeeland tot aan Fiji en noordelijk van de Nieuwe Hebriden en de Salomonseilanden.